# Eight Below
Eight Below är en amerikansk långfilm från 2006 i regi av Frank Marshall, med Paul Walker, Bruce Greenwood, Moon Bloodgood och Wendy Crewson i rollerna.
Filmen är baserad på en verklig händelse 1953 när en japansk expedition till Syowa-basen på Antarktis tvingas lämna kvar sina slädhundar på grund av väderförhållanden vid personalbyte, och är en uppföljare till den japanska Antarctica från 1983.

## Handling
Jerry Shepard (Paul Walker) evakueras från sitt forskarlabb på Antarktis på grund av en snöstorm. Flygplanet som hämtar Shepard och hans kollegor är inte tillräckligt stort för att hans åtta hundar skall få plats. Hundarna lämnas kvar, men Shepard beslutar sig för att han måste återvända och hämta dem.

## Rollista
| Paul Walker         | – Jerry Shepard     |
| Bruce Greenwood     | – Davis McClaren    |
| Moon Bloodgood      | – Katie             |
| Wendy Crewson       | – Eve McClaren      |
| Gerard Plunkett     | – Dr. Andy Harrison |
| August Schellenberg | – Mindo             |
| Jason Biggs         | – Charlie Cooper    |